# 2022-es labdarúgó-világbajnokság-selejtező (CONCACAF – 3. forduló)
A 2022-es labdarúgó-világbajnokság észak- és közép-amerikai selejtezőjének 3. fordulóját 2021 szeptemberétől 2022 márciusáig játszották.

## Formátum
Összesen 8 csapat vett részt. A 2020. júliusi FIFA-világranglista alapján az 1–5. helyen rangsorolt csapatokhoz csatlakozott a második forduló három továbbjutója. A csapatok egyetlen csoportban körmérkőzéses, oda-visszavágós rendszerben mérkőztek meg egymással, összesen 14 mérkőzést játszott mindegyik csapat. Az első három helyezett kijutott a világbajnokságra, a negyedik helyezett az interkontinentális pótselejtezőbe jutott.

## Naptár
A harmadik fordulót eredetileg 2021 júniusában kezdték volna, de a Covid19-pandémia miatt módosították. A módosított időpontokat 2021. június 16-án tették közzé.
| Forduló      | Eredeti dátum   | Módosított dátum              | Párosítások        |
| ------------ | --------------- | ----------------------------- | ------------------ |
| 1. játéknap  | 2021 június     | 2021. szeptember 2–8.         | 1–2, 3–4, 5–6, 7–8 |
| 2. játéknap  | 2021 június     | 2021. szeptember 2–8.         | 4–1, 3–2, 6–7, 8–5 |
| 3. játéknap  | 2021 június     | 2021. szeptember 2–8.         | 1–3, 2–4, 5–7, 6–8 |
| 4. játéknap  | 2021 június     | 2021. október 7–13.           | 7–1, 2–6, 3–5, 4–8 |
| 5. játéknap  | 2021 szeptember | 2021. október 7–13.           | 8–1, 7–2, 6–3, 5–4 |
| 6. játéknap  | 2021 szeptember | 2021. október 7–13.           | 1–5, 2–8, 3–7, 4–6 |
| 7. játéknap  | 2021 október    | 2021. november 12–16.         | 1–6, 2–5, 3–8, 4–7 |
| 8. játéknap  | 2021 október    | 2021. november 12–16.         | 1–7, 6–2, 5–3, 8–4 |
| 9. játéknap  | 2021 november   | 2022. január 27. – február 2. | 2–1, 4–3, 6–5, 8–7 |
| 10. játéknap | 2021 november   | 2022. január 27. – február 2. | 1–4, 2–3, 7–6, 5–8 |
| 11. játéknap | 2022 január     | 2022. január 27. – február 2. | 3–1, 4–2, 7–5, 8–6 |
| 12. játéknap | 2022 január     | 2022. március 24–30.          | 6–1, 5–2, 8–3, 7–4 |
| 13. játéknap | 2022 március    | 2022. március 24–30.          | 1–8, 2–7, 3–6, 4–5 |
| 14. játéknap | 2022 március    | 2022. március 24–30.          | 5–1, 8–2, 7–3, 6–4 |

## Résztvevők
A 2020. júliusi FIFA-világranglista alapján az első 5 csapat kiemelést kapott, a válogatottak helyezései zárójelben olvashatók.
| Kiemeltek a harmadik fordulóba                                                                   | A második forduló továbbjutói                     |
| ------------------------------------------------------------------------------------------------ | ------------------------------------------------- |
| 1. Mexikó (11.) 2. Egyesült Államok (22.) 3. Costa Rica (46.) 4. Jamaica (48.) 5. Honduras (62.) | 1. Salvador (69.) 2. Kanada (70.) 3. Panama (78.) |

## Sorsolás
A harmadik forduló sorsolását 2020. augusztus 19-én 19 órától tartották Zürichben.
A csapatokat egyetlen kalapból sorsolták, mindegyikhez kiosztottak egy sorszámot (1-től 8-ig), amely a menetrendet állította össze. A sorsolás időpontjában a második forduló továbbjutói  ismeretlenek voltak.
| Sorszám | Csapat           |
| ------- | ---------------- |
| 1       | Kanada           |
| 2       | Honduras         |
| 3       | Salvador         |
| 4       | Egyesült Államok |
| 5       | Panama           |
| 6       | Costa Rica       |
| 7       | Mexikó           |
| 8       | Jamaica          |

1. 1 2 3  A csapat a sorsolás időpontjában ismeretlen volt.

## Tabella
| Hely. | Csapat           | M  | Gy | D | V  | G+ | G– | Gk  | P  | Továbbjutás                             |     | Kanada | Mexikó | Amerikai Egyesült Államok | Costa Rica | Panama | Jamaica | Salvador | Honduras |
| ----- | ---------------- | -- | -- | - | -- | -- | -- | --- | -- | --------------------------------------- | --- | ------ | ------ | ------------------------- | ---------- | ------ | ------- | -------- | -------- |
| 1.    | Kanada           | 14 | 8  | 4 | 2  | 23 | 7  | +16 | 28 | Kijutott a 2022-es világbajnokságra     |     | —      | 2–1    | 2–0                       | 1–0        | 4–1    | 4–0     | 3–0      | 1–1      |
| 2.    | Mexikó           | 14 | 8  | 4 | 2  | 17 | 8  | +9  | 28 | Kijutott a 2022-es világbajnokságra     |     | 1–1    | —      | 0–0                       | 0–0        | 1–0    | 2–1     | 2–0      | 3–0      |
| 3.    | Egyesült Államok | 14 | 7  | 4 | 3  | 21 | 10 | +11 | 25 | Kijutott a 2022-es világbajnokságra     |     | 1–1    | 2–0    | —                         | 2–1        | 5–1    | 2–0     | 1–0      | 3–0      |
| 4.    | Costa Rica       | 14 | 7  | 4 | 3  | 13 | 8  | +5  | 25 | Interkontinetális pótselejtezőbe jutott |     | 1–0    | 0–1    | 2–0                       | —          | 1–0    | 1–1     | 2–1      | 2–1      |
| 5.    | Panama           | 14 | 6  | 3 | 5  | 17 | 19 | −2  | 21 |                                         |     | 1–0    | 1–1    | 1–0                       | 0–0        | —      | 3–2     | 2–1      | 1–1      |
| 6.    | Jamaica          | 14 | 2  | 5 | 7  | 12 | 22 | −10 | 11 |                                         | 0–0 | 1–2    | 1–1    | 0–1                       | 0–3        | —      | 1–1     | 2–1      |          |
| 7.    | Salvador         | 14 | 2  | 4 | 8  | 8  | 18 | −10 | 10 |                                         | 0–2 | 0–2    | 0–0    | 1–2                       | 1–0        | 1–1    | —       | 0–0      |          |
| 8.    | Honduras         | 14 | 0  | 4 | 10 | 7  | 26 | −19 | 4  |                                         | 0–2 | 0–1    | 1–4    | 0–0                       | 2–3        | 0–2    | 0–2     | —        |          |

## Mérkőzések

### 1. forduló
| 2021. szeptember 2. 20:05 (UTC–4) |

| Kanada               | 1–1               | Honduras                |
| -------------------- | ----------------- | ----------------------- |
| Larin 66' (11-esből) | (0–1) Jegyzőkönyv | A. López 40' (11-esből) |

| BMO Field, Toronto Nézőszám: 14 822 Játékvezető: Fernando Guerrero (mexikói) |

| 2021. szeptember 2. 20:05 (UTC–5) |

| Panama | 0–0         | Costa Rica |
| ------ | ----------- | ---------- |
|        | Jegyzőkönyv |            |

| Estadio Rommel Fernández, Panamaváros Nézőszám: 14 000 Játékvezető: Iván Barton (salvadori) |

| 2021. szeptember 2. 21:00 (UTC–5) |

| Mexikó              | 2–1               | Jamaica       |
| ------------------- | ----------------- | ------------- |
| Vega 50' Martín 89' | (0–0) Jegyzőkönyv | Nicholson 65' |

| Estadio Azteca, Mexikóváros Nézőszám: 0 Játékvezető: Selvin Brown (hondurasi) |

| 2021. szeptember 2. 20:05 (UTC–6) |

| Salvador | 0–0         | Egyesült Államok |
| -------- | ----------- | ---------------- |
|          | Jegyzőkönyv |                  |

| Estadio Cuscatlán, San Salvador Nézőszám: 29 000 Játékvezető: Juan Gabriel Calderon (Costa Rica-i) |

### 2. forduló
| 2021. szeptember 5. 17:00 (UTC−5) |

| Jamaica | 0–3               | Panama                                 |
| ------- | ----------------- | -------------------------------------- |
|         | (0–2) Jegyzőkönyv | Andrade 14' Blackburn 39' Waterman 82' |

| Independence Park, Kingston Nézőszám: 0 Játékvezető: Ismael Cornejo (salvadori) |

| 2021. szeptember 5. 17:00 (UTC−6) |

| Salvador | 0–0         | Honduras |
| -------- | ----------- | -------- |
|          | Jegyzőkönyv |          |

| Estadio Cuscatlán, San Salvador Nézőszám: 29 000 Játékvezető: Walter López (guatemalai) |

| 2021. szeptember 5. 17:00 (UTC−6) |

| Costa Rica | 0–1               | Mexikó                  |
| ---------- | ----------------- | ----------------------- |
|            | (0–1) Jegyzőkönyv | Pineda 45+1' (11-esből) |

| Estadio Nacional, San José Nézőszám: 3000 Játékvezető: Ismail Elfath (amerikai) |

| 2021. szeptember 5. 19:00 (UTC−5) |

| Egyesült Államok | 1–1               | Kanada    |
| ---------------- | ----------------- | --------- |
| Aaronson 55'     | (0–0) Jegyzőkönyv | Larin 62' |

| Nissan Stadium, Nashville Nézőszám: 43 028 Játékvezető: Oshane Nation (jamaicai) |

### 3. forduló
| 2021. szeptember 8. 19:30 (UTC–4) |

| Kanada                               | 3–0               | Salvador |
| ------------------------------------ | ----------------- | -------- |
| Hutchinson 6' David 11' Buchanan 59' | (2–0) Jegyzőkönyv |          |

| BMO Field, Toronto Nézőszám: 15 000 Játékvezető: Ricardo Montero (Costa Rica-i) |

| 2021. szeptember 8. 19:05 (UTC–5) |

| Panama        | 1–1               | Mexikó     |
| ------------- | ----------------- | ---------- |
| Blackburn 28' | (1–0) Jegyzőkönyv | Corona 76' |

| Estadio Rommel Fernández, Panamaváros Nézőszám: 16 000 Játékvezető: Mario Escobar (guatemalai) |

| 2021. szeptember 8. 19:00 (UTC–6) |

| Costa Rica | 1–1               | Jamaica       |
| ---------- | ----------------- | ------------- |
| Marín 3'   | (1–0) Jegyzőkönyv | Nicholson 47' |

| Estadio Nacional, San José Nézőszám: 3000 Játékvezető: Drew Fischer (kanadai) |

| 2021. szeptember 8. 20:30 (UTC–6) |

| Honduras | 1–4               | Egyesült Államok                                    |
| -------- | ----------------- | --------------------------------------------------- |
| Moya 27' | (1–0) Jegyzőkönyv | A. Robinson 48' Pepi 75' Aaronson 86' Lletget 90+3' |

| Estadio Olímpico Metropolitano, San Pedro Sula Nézőszám: 31 000 Játékvezető: Fernando Hernández Gómez (mexikói) |

### 4. forduló
| 2021. október 7. 18:30 (UTC–5) |

| Egyesült Államok | 2–0               | Jamaica |
| ---------------- | ----------------- | ------- |
| Pepi 49' 62'     | (0–0) Jegyzőkönyv |         |

| Q2 Stadium, Austin Nézőszám: 20 500 Játékvezető: Reon Radix (grenadai) |

| 2021. október 7. 18:05 (UTC–6) |

| Honduras | 0–0         | Costa Rica |
| -------- | ----------- | ---------- |
|          | Jegyzőkönyv |            |

| Estadio Olímpico Metropolitano, San Pedro Sula Nézőszám: 19 000 Játékvezető: Mario Escobar (guatemalai) |

| 2021. október 7. 20:40 (UTC–5) |

| Mexikó      | 1–1               | Kanada     |
| ----------- | ----------------- | ---------- |
| Sánchez 21' | (1–1) Jegyzőkönyv | Osorio 42' |

| Estadio Azteca, Mexikóváros Nézőszám: 61 200 Játékvezető: Ismael Cornejo (salvadori) |

| 2021. október 7. 20:05 (UTC–6) |

| Salvador      | 1–0               | Panama |
| ------------- | ----------------- | ------ |
| Hernández 37' | (1–0) Jegyzőkönyv |        |

| Estadio Cuscatlán, San Salvador Nézőszám: 10 000 Játékvezető: Oshane Nation (jamaicai) |

### 5. forduló
| 2021. október 10. 17:00 (UTC–5) |

| Jamaica | 0–0         | Kanada |
| ------- | ----------- | ------ |
|         | Jegyzőkönyv |        |

| Independence Park, Kingston Nézőszám: 0 Játékvezető: Keylor Herrera (Costa Rica-i) |

| 2021. október 10. 16:00 (UTC–6) |

| Costa Rica                     | 2–1               | Salvador      |
| ------------------------------ | ----------------- | ------------- |
| Ruiz 52' Borges 58' (11-esből) | (0–1) Jegyzőkönyv | Henríquez 12' |

| Estadio Nacional, San José Nézőszám: 5000 Játékvezető: Said Martínez (hondurasi) |

| 2021. október 10. 17:00 (UTC–5) |

| Panama    | 1–0               | Egyesült Államok |
| --------- | ----------------- | ---------------- |
| Godoy 54' | (0–0) Jegyzőkönyv |                  |

| Estadio Rommel Fernández, Panamaváros Nézőszám: 21 000 Játékvezető: César Arturo Ramos (mexikói) |

| 2021. október 10. 18:00 (UTC–5) |

| Mexikó                                | 3–0               | Honduras |
| ------------------------------------- | ----------------- | -------- |
| Córdova 18' Funes Mori 76' Lozano 86' | (1–0) Jegyzőkönyv |          |

| Estadio Azteca, Mexikóváros Nézőszám: 70 000 Játékvezető: Ismail Elfath (amerikai) |

### 6. forduló
| 2021. október 13. 19:00 (UTC–4) |

| Egyesült Államok             | 2–1               | Costa Rica |
| ---------------------------- | ----------------- | ---------- |
| Dest 25' Moreira 66' (öngól) | (1–1) Jegyzőkönyv | Fuller 1'  |

| Lower.com Field, Columbus Nézőszám: 20 165 Játékvezető: Daneon Parchment (jamaicai) |

| 2021. október 13. 19:30 (UTC–4) |

| Kanada                                                | 4–1               | Panama       |
| ----------------------------------------------------- | ----------------- | ------------ |
| Murillo 28' (öngól) Davies 66' Buchanan 71' David 78' | (1–1) Jegyzőkönyv | Blackburn 5' |

| BMO Field, Toronto Nézőszám: 26 622 Játékvezető: Armando Villarreal (amerikai) |

| 2021. október 13. 18:05 (UTC–6) |

| Honduras | 0–2               | Jamaica              |
| -------- | ----------------- | -------------------- |
|          | (0–1) Jegyzőkönyv | Roofe 38' Fisher 79' |

| Estadio Olímpico Metropolitano, San Pedro Sula Nézőszám: 18 000 Játékvezető: Bryan López (guatemalai) |

| 2021. október 13. 20:05 (UTC–6) |

| Salvador | 0–2               | Mexikó                              |
| -------- | ----------------- | ----------------------------------- |
|          | (0–1) Jegyzőkönyv | Moreno 30' Jiménez 90+3' (11-esből) |

| Estadio Cuscatlán, San Salvador Nézőszám: 31 000 Játékvezető: Drew Fischer (kanadai) |

### 7. forduló
| 2021. november 12. 19:05 (UTC–6) |

| Honduras          | 2–3               | Panama                           |
| ----------------- | ----------------- | -------------------------------- |
| Elis 30' Moya 59' | (1–0) Jegyzőkönyv | Waterman 77' Yanis 81' Davis 85' |

| Estadio Olímpico Metropolitano, San Pedro Sula Játékvezető: Drew Fischer (kanadai) |

| 2021. november 12. 20:00 (UTC–6) |

| Salvador   | 1–1               | Jamaica     |
| ---------- | ----------------- | ----------- |
| Roldan 90' | (0–0) Jegyzőkönyv | Antonio 82' |

| Estadio Cuscatlán, San Salvador Játékvezető: José Raúl Torres Rivera (Puerto Ricó-i) |

| 2021. november 12. 19:05 (UTC–7) |

| Kanada    | 1–0               | Costa Rica |
| --------- | ----------------- | ---------- |
| David 57' | (0–0) Jegyzőkönyv |            |

| Commonwealth Stadium, Edmonton Nézőszám: 48 806 Játékvezető: Ismail Elfath (amerikai) |

| 2021. november 12. 21:10 (UTC–5) |

| Egyesült Államok         | 2–0               | Mexikó |
| ------------------------ | ----------------- | ------ |
| Pulisic 74' McKennie 85' | (0–0) Jegyzőkönyv |        |

| TQL Stadium, Cincinnati Nézőszám: 26 000 Játékvezető: Iván Barton (salvadori) |

### 8. forduló
| 2021. november 16. 17:00 (UTC–5) |

| Jamaica     | 1–1               | Egyesült Államok |
| ----------- | ----------------- | ---------------- |
| Antonio 22' | (1–1) Jegyzőkönyv | Weah 11'         |

| Independence Park, Kingston Nézőszám: 4100 Játékvezető: Juan Gabriel Calderón (Costa Rica-i) |

| 2021. november 16. 19:05 (UTC–6) |

| Costa Rica              | 2–1               | Honduras   |
| ----------------------- | ----------------- | ---------- |
| Duarte 20' Torres 90+5' | (1–1) Jegyzőkönyv | Quioto 35' |

| Estadio Nacional, San José Játékvezető: Jair Marrufo (amerikai) |

| 2021. november 16. 20:05 (UTC–5) |

| Panama                   | 2–1               | Salvador     |
| ------------------------ | ----------------- | ------------ |
| Waterman 50' Góndola 52' | (0–1) Jegyzőkönyv | Henríquez 1' |

| Estadio Rommel Fernández, Panamaváros Játékvezető: Marco Ortíz (mexikói) |

| 2021. november 16. 19:05 (UTC–7) |

| Kanada          | 2–1               | Mexikó      |
| --------------- | ----------------- | ----------- |
| Larin 45+2' 52' | (1–0) Jegyzőkönyv | Herrera 90' |

| Commonwealth Stadium, Edmonton Nézőszám: 44 212 Játékvezető: Mario Escobar (guatemalai) |

### 9. forduló
| 2022. január 27. 19:00 (UTC–5) |

| Egyesült Államok | 1–0               | Salvador |
| ---------------- | ----------------- | -------- |
| A. Robinson 52'  | (0–0) Jegyzőkönyv |          |

| Lower.com Field, Columbus Nézőszám: 20 000 Játékvezető: Bryan López (guatemalai) |

| 2022. január 27. 19:00 (UTC–5) |

| Jamaica     | 1–2               | Mexikó              |
| ----------- | ----------------- | ------------------- |
| Johnson 50' | (0–0) Jegyzőkönyv | Martín 81' Vega 83' |

| Independence Park, Kingston Játékvezető: Ismael Cornejo (salvadori) |

| 2022. január 27. 19:05 (UTC–6) |

| Honduras | 0–2               | Kanada                          |
| -------- | ----------------- | ------------------------------- |
|          | (0–1) Jegyzőkönyv | Maldonado 10' (öngól) David 73' |

| Estadio Olímpico Metropolitano, San Pedro Sula Játékvezető: Daneon Parchment (jamaicai) |

| 2022. január 27. 20:05 (UTC–6) |

| Costa Rica | 1–0               | Panama |
| ---------- | ----------------- | ------ |
| Ruiz 65'   | (0–0) Jegyzőkönyv |        |

| Estadio Nacional, San José Játékvezető: Ismail Elfath (amerikai) |

### 10. forduló
| 2022. január 30. 15:05 (UTC–5) |

| Kanada                  | 2–0               | Egyesült Államok |
| ----------------------- | ----------------- | ---------------- |
| Larin 7' Adekugbe 90+5' | (1–0) Jegyzőkönyv |                  |

| Tim Hortons Field, Hamilton Játékvezető: César Ramos (mexikói) |

| 2022. január 30. 17:05 (UTC–5) |

| Panama                                 | 3–2               | Jamaica                        |
| -------------------------------------- | ----------------- | ------------------------------ |
| Brown 43' (öngól) Davis 51' Ariano 69' | (1–1) Jegyzőkönyv | Antonio 5' (11-esből) Gray 87' |

| Estadio Rommel Fernández, Panamaváros Játékvezető: Selvin Brown (hondurasi) |

| 2022. január 30. 17:00 (UTC–6) |

| Mexikó | 0–0         | Costa Rica |
| ------ | ----------- | ---------- |
|        | Jegyzőkönyv |            |

| Estadio Azteca, Mexikóváros Játékvezető: Said Martínez (hondurasi) |

| 2022. január 30. 18:05 (UTC–6) |

| Honduras | 0–2               | Salvador                |
| -------- | ----------------- | ----------------------- |
|          | (0–1) Jegyzőkönyv | Bonilla 35' Cerén 90+2' |

| Estadio Olímpico Metropolitano, San Pedro Sula Játékvezető: Keylor Herrera (Costa Rica-i) |

### 11. forduló
| 2022. február 2. 19:00 (UTC–5) |

| Jamaica | 0–1               | Costa Rica   |
| ------- | ----------------- | ------------ |
|         | (0–0) Jegyzőkönyv | Campbell 62' |

| Independence Park, Kingston Nézőszám: 0 Játékvezető: Marco Ortiz (mexikói) |

| 2022. február 2. 18:30 (UTC–6) |

| Egyesült Államok                      | 3–0               | Honduras |
| ------------------------------------- | ----------------- | -------- |
| McKennie 8' Zimmerman 37' Pulisic 67' | (2–0) Jegyzőkönyv |          |

| Allianz Field, Saint Paul Nézőszám: 19 202 Játékvezető: Oshane Nation (jamaicai) |

| 2022. február 2. 20:00 (UTC–6) |

| Salvador | 0–2               | Kanada                     |
| -------- | ----------------- | -------------------------- |
|          | (0–0) Jegyzőkönyv | Hutchinson 66' David 90+3' |

| Estadio Cuscatlán, San Salvador Nézőszám: 9000 Játékvezető: Armando Villarreal (amerikai) |

| 2022. február 2. 21:00 (UTC–6) |

| Mexikó                 | 1–0               | Panama |
| ---------------------- | ----------------- | ------ |
| Jiménez 80' (11-esből) | (0–0) Jegyzőkönyv |        |

| Estadio Azteca, Mexikóváros Nézőszám: 0 Játékvezető: Iván Barton (salvadori) |

### 12. forduló
| 2022. március 24. 18:05 (UTC–5) |

| Jamaica  | 1–1               | Salvador     |
| -------- | ----------------- | ------------ |
| Gray 72' | (0–1) Jegyzőkönyv | Zavaleta 21' |

| Independence Park, Kingston Játékvezető: Fernando Hernández Gómez (mexikói) |

| 2022. március 24. 20:05 (UTC–5) |

| Panama        | 1–1               | Honduras     |
| ------------- | ----------------- | ------------ |
| Blackburn 23' | (1–0) Jegyzőkönyv | K. López 65' |

| Estadio Rommel Fernández, Panamaváros Játékvezető: Ismail Elfath (amerikai) |

| 2022. március 24. 20:00 (UTC–6) |

| Mexikó | 0–0         | Egyesült Államok |
| ------ | ----------- | ---------------- |
|        | Jegyzőkönyv |                  |

| Estadio Azteca, Mexikóváros Nézőszám: 47 000 Játékvezető: Mario Escobar (guatemalai) |

| 2022. március 24. 20:05 (UTC–6) |

| Costa Rica   | 1–0               | Kanada |
| ------------ | ----------------- | ------ |
| Borges 45+1' | (1–0) Jegyzőkönyv |        |

| Estadio Nacional, San José Játékvezető: Said Martínez (hondurasi) |

### 13. forduló
| 2022. március 27. 16:05 (UTC–4) |

| Kanada                                                  | 4–0               | Jamaica |
| ------------------------------------------------------- | ----------------- | ------- |
| Larin 13' Buchanan 44' Hoilett 83' Mariappa 88' (öngól) | (2–0) Jegyzőkönyv |         |

| BMO Field, Toronto Játékvezető: Fernando Guerrero (mexikói) |

| 2022. március 27. 15:05 (UTC–6) |

| Salvador | 1–2               | Costa Rica                   |
| -------- | ----------------- | ---------------------------- |
| Gil 31'  | (1–2) Jegyzőkönyv | Contreras 30' Campbell 45+1' |

| Estadio Cuscatlán, San Salvador Játékvezető: Daneon Parchment (jamaicai) |

| 2022. március 27. 19:00 (UTC–4) |

| Egyesült Államok                                                     | 5–1               | Panama    |
| -------------------------------------------------------------------- | ----------------- | --------- |
| Pulisic 17' (11-esből) 45+4' (11-esből) 65' Arriola 23' Ferreira 27' | (4–0) Jegyzőkönyv | Godoy 86' |

| Exploria Stadium, Orlando Játékvezető: Iván Barton (salvadori) |

| 2022. március 27. 17:05 (UTC–6) |

| Honduras | 0–1               | Mexikó      |
| -------- | ----------------- | ----------- |
|          | (0–0) Jegyzőkönyv | Álvarez 70' |

| Estadio Olímpico Metropolitano, San Pedro Sula Játékvezető: Armando Villarreal (amerikai) |

### 14. forduló
| 2022. március 30. 20:05 (UTC–5) |

| Panama     | 1–0               | Kanada |
| ---------- | ----------------- | ------ |
| Torres 49' | (0–0) Jegyzőkönyv |        |

| Estadio Rommel Fernández, Panamaváros Játékvezető: Jair Marrufo (amerikai) |

| 2022. március 30. 20:05 (UTC–5) |

| Jamaica                              | 2–1               | Honduras              |
| ------------------------------------ | ----------------- | --------------------- |
| Bailey 39' (11-esből) Morrison 45+2' | (2–1) Jegyzőkönyv | Tejeda 18' (11-esből) |

| Independence Park, Kingston Játékvezető: Keylor Herrera (Costa Rica-i) |

| 2022. március 30. 19:05 (UTC–6) |

| Mexikó                            | 2–0               | Salvador |
| --------------------------------- | ----------------- | -------- |
| Antuna 17' Jiménez 43' (11-esből) | (2–0) Jegyzőkönyv |          |

| Estadio Azteca, Mexikóváros Játékvezető: Oshane Nation (jamaicai) |

| 2022. március 30. 19:05 (UTC–6) |

| Costa Rica               | 2–0               | Egyesült Államok |
| ------------------------ | ----------------- | ---------------- |
| Vargas 51' Contreras 59' | (0–0) Jegyzőkönyv |                  |

| Estadio Nacional, San José Játékvezető: Drew Fischer (kanadai) |